# مخطوطة أتلانتيكس

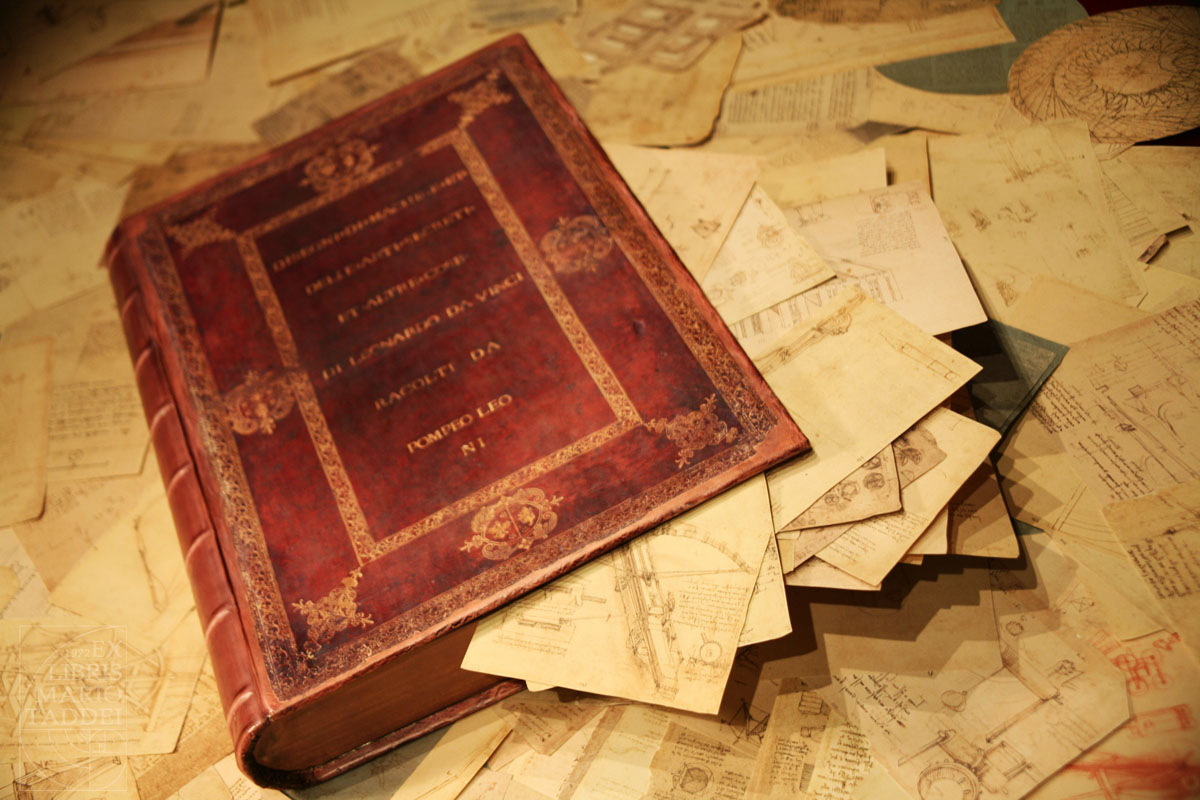
مخطوطة أتلانتيكس الأصلية كما كانت تظهر في العام 1600, مع كامل صفحاتها المكونة من 1,119 صفحة والتي تم جمعها بواسطة بومبيو ليوني. شكل الكتاب هو صندوق يحمل أوراق المخطوطة

مخطوطة أتلانتيكس (بالإنجليزية: Codex Atlanticus)‏ عبارة عن مجموعة رسومات و مذكرات لليوناردو دا فينتشي موجودة حاليا في مكتبة أمبروسيانا بمدينة ميلان. تم لصق الرسوم وتجميعها في ورقة كبيرة بعد وفاته من طرف النحات بومبيو ليوني. وقد أعطاها اسم مخطوطة اتلانتيكس نسبة إلى حجمها الكبير (64.5 × 43.5 سم) متذكرا الأطلس. مخطوطة اتلانتيكس تغطي جزءا كبيرا من حياة ليوناردو دا فينشي، من سنة 1478 (منشورات يذكر فيه عمه، فرانشيسكو أنطونيو) إلى غاية سنة 1518 و هي (مخططاته لبناء قصر ملكي في رومورانتا).

## التاريخ
حفظت أغلب رسومات ومخططات ليوناردو دا فينشي من قبل تلميذه فرانشيسكو ميلزي. وبعد وفاته، فام ابنه أورازيو ملزي ببعثرتها. وفي سنة 1589، أعطى ماتبقى في حوزته من رسومات ومخططات إلى النحات بومبيو لوني. حيث قرر هذا الأخير جمع بعض مخطوطات ليوناردو دافينتشي في مجموعتين منفصلتين. قام بتسمية الأولى (Disegni di Machine e delle Arti Secreti et Altre Cose di Leonardo da Vinci Racolti da Pompeo Leoni) والتي تحتوي على رسومات علمية وتقنية. والتي تعرف حاليا بمخطوطة اتلاتيكس. أما الثانية فهي (Disegni di Leonardo da Vinci restaurati da Pompeo Leoni) والتي تحتوي على رسومات علم النباتات وعلم التشريح. دخلت هذه المجموعة الثانية لاحقا في المقتنيات الملكية لوينزر. بعد وفاة لوني بومبيو، عادة الملكية إلى ابنته، فيتوريا. حيث قام زوج هاته الأخير، بوليدورو كالشي (Polidoro Calchi) ببيع مخطوطة اتلانتيكس إلى الكونت غاليزا أركوناتي (Galeazza Arconati)الذي تبرع بها لمكتبة أمبروسيانا سنة 1636.
مخطوطة أتلانتيكس كانت جزء من المخطوطات التي تم الاستيلاء عليها من طرف القوات الفرنسية سنة 1796 وتم نقلها إلى باريس. حيث تم الاحتفاظ بها إلى غاية سقوط نابليون الأول سنة 1815. من بين جميع مخطوطات ليوناردو دا فينشي التي تمت سرقتها من طرف قوات نابليون، كانت مخطوطة أتلانتيكس الوحيدة التي تم استرجاعها من قبل مكتبة أمبروسيانا. أما البقية فمازالت بحوزة المعهد الفرنسي (المخططات A, B, C, D, E, F, G, H, I, K, L, M, N).
بين سنتي 1962 و 1970، تم استرجاع مخطوطة اتلانتيكس من قبل مختبر (le Laboratorio di Restauro de l'abbaye Santa Maria) موجود في مدينة غروتافيراتا الإيطالية.

## في العصر الحالي
قام جيوفاني بيوماتي بنشر أول نسخة مقلدة من مخطوطة أتلانتيكس بين سنتي 1894 و 1904 للميلاد.
سيتم عرض مخطوطة اتلانتيكس كاملة في مكتبة أمبروسيانا بين سنتي 2009 و 2015.